# Joseba Beloki
Beloki  Dorronsoro est un nom espagnol. Le premier nom de famille, en général paternel, est Beloki ; le second, en général maternel, souvent omis, est Dorronsoro.
Joseba Beloki Dorronsoro, né le 12 août 1973 à Lazkao, est un coureur cycliste espagnol. Il fait ses débuts professionnels en 1998 dans l'équipe Euskaltel. Il brille en particulier sur le Tour de France, où il accède à trois reprises, et ce consécutivement, au podium, de 2000 à 2002. Lors du Tour de France 2003, il chute violemment dans la descente vers Gap, ce qui oblige Lance Armstrong à couper à travers champs pour l'éviter. Après cette chute, il ne retrouvera jamais son niveau initial : il finit, par exemple, à la 75e place du Tour de France 2005. Il arrête sa carrière à la fin de l'année 2006.

## Biographie
Lors de sa carrière, Beloki s'est surtout distingué dans le Tour de France en montant trois fois sur le podium avec l'équipe Festina en 2000 puis ONCE-Eroski en 2001 et 2002. Il termine également 3e du Tour d'Espagne 2002.
Durant la dernière étape des Alpes du Tour de France 2003, sur la route de Gap, Joseba Beloki chute lourdement dans un virage de la descente de la côte de La Rochette ce qui oblige Lance Armstrong à couper à travers champs pour l'éviter. Deuxième au classement général, il est contraint à l'abandon, souffrant de multiples fractures, au fémur, au coude et au poignet droit.
Il fait son retour à la compétition en mars 2004, au Critérium international avec l'équipe française Brioches La Boulangère. Il ne reste que quelques mois dans cette formation. Une mésentente née de l'utilisation d'un médicament pour soigner son asthme, ainsi que l'annonce du retrait du sponsor de l'équipe en fin de saison, précipitent le départ du coureur vers l'équipe Saunier Duval-Prodir en août. Il revient sur le Tour de France, mais dans le rôle de coéquipier. Beloki fut retenu dans les dernières minutes par Manolo Saiz, et ce grâce à ses anciennes performances sur le Tour. Il réalise pourtant un bon début de Tour, relégué à huit minutes de l'Américain à mi-parcours, mais craque dans les Pyrénées et finit loin du vainqueur, dans l'anonymat.  Il ne retrouvera jamais le niveau qui était le sien les années précédentes, même s'il a été très impressionnant lors du Tour d'Espagne 2005 lorsqu'il emmena son leader Roberto Heras de la Liberty Seguros dans la montagne.
En 2006, il se retrouve impliqué dans l'affaire de dopage Puerto et ne peut pas prendre le départ du Tour de France ainsi que toute son équipe Astana-Würth (ex-Liberty Seguros) par manque de coureurs. Sans équipe pour la saison 2007, il met un terme à sa carrière professionnelle.
Son frère, Gorka, était aussi coureur professionnel et a couru à ses côtés dans les équipes ONCE et Brioches La Boulangère.

## Palmarès

### Palmarès amateur
- 1995
  - Tour de Grenade
  - Lazkaoko Proba
- 1996

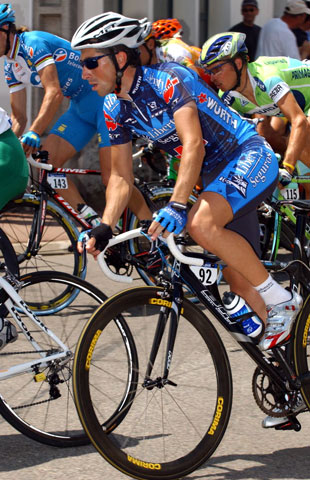
Joseba Beloki en 2005.

  - Champion du Pays basque du contre-la-montre
  - Champion d'Alava du contre-la-montre
  - Santikutz Klasika
  - Trofeo Corte Inglès
  - 3e du Tour d'Ávila
- 1997
  - Champion du Pays basque du contre-la-montre
  - 2e étape du Tour du Goierri
  - Tour d'Alava :
    - Classement général
    - 1re étape

  - Subida a Altzo
  - 3e étape du Tour de Salamanque
  - 2e du championnat d'Espagne du contre-la-montre

### Palmarès professionnel
- 1999
  - 3e du championnat d'Espagne sur route
  - 4e du Critérium du Dauphiné libéré
- 2000
  - 3eb étape du Tour de Romandie (contre-la-montre)
  - Tour des Asturies :
    - Classement général
    - 5e étape

  - 3e du Tour de France
- 2001
  - Tour de Catalogne :
    - Classement général
    - 1re (contre-la-montre par équipes), 4e et 8e (contre-la-montre) étapes

  - 2e de la Bicyclette basque
  - 2e de l'Escalade de Montjuïc
  - 3e du Tour de France
- 2002
  - 5e étape de la Bicyclette basque
  - 4e étape du Tour de France (contre-la-montre par équipes)
  - 1re étape du Tour d'Espagne (contre-la-montre par équipes)
  - Escalade de Montjuïc :
    - Classement général
    - 1rea étape

  - 2e du Tour de France
  - 3e du Tour des Asturies
  - 3e du Karlsruher Versicherungs GP (avec Igor González de Galdeano)
  - 3e du Tour d'Espagne
  - 8e du Tour de Lombardie
- 2003
  - Clásica de Alcobendas :
    - Classement général
    - 3e étape (contre-la-montre)

  - 5e étape de la Bicyclette basque
  - 2e de la Bicyclette basque

## Résultats sur les grands tours

### Tour de France
5 participations
- 2000 : 3e
- 2001 : 3e
- 2002 : 2e
- 2003 : abandon (9e étape)
- 2005 : 75e

### Tour d'Espagne
5 participations
- 1999 : abandon (5e étape)
- 2001 : non partant (14e étape),  maillot or pendant 3 jours
- 2002 : 3e,  maillot or pendant 4 jours
- 2004 : abandon (16e étape)
- 2005 : 39e

### Tour d'Italie
1 participation
- 2005 : abandon (13e étape)